# Церква Діви Марії-Помічниці (Ешпіню)
Це́рква Ді́ви Марі́ї-Помічни́ці (порт. Igreja de Nossa Senhora da Ajuda) — католицька церква в Португалії, окрузі Авейру, муніципалітеті Ешпіню, парафії Ешпіню. Використовується як храм Авейрівської діоцезії. Центральна церква парафії.Патрон — Діва Марія, Помічниця християн, на честь якої названа церква. Збудована в 1920—1930 роках. Архітектор — Адайнш Бермудеш. Споруджена в неороманському стилі. Також — Ешпіньська парафіяльна церква (порт. Igreja Paroquial de Espinho).

## Галерея

Портал
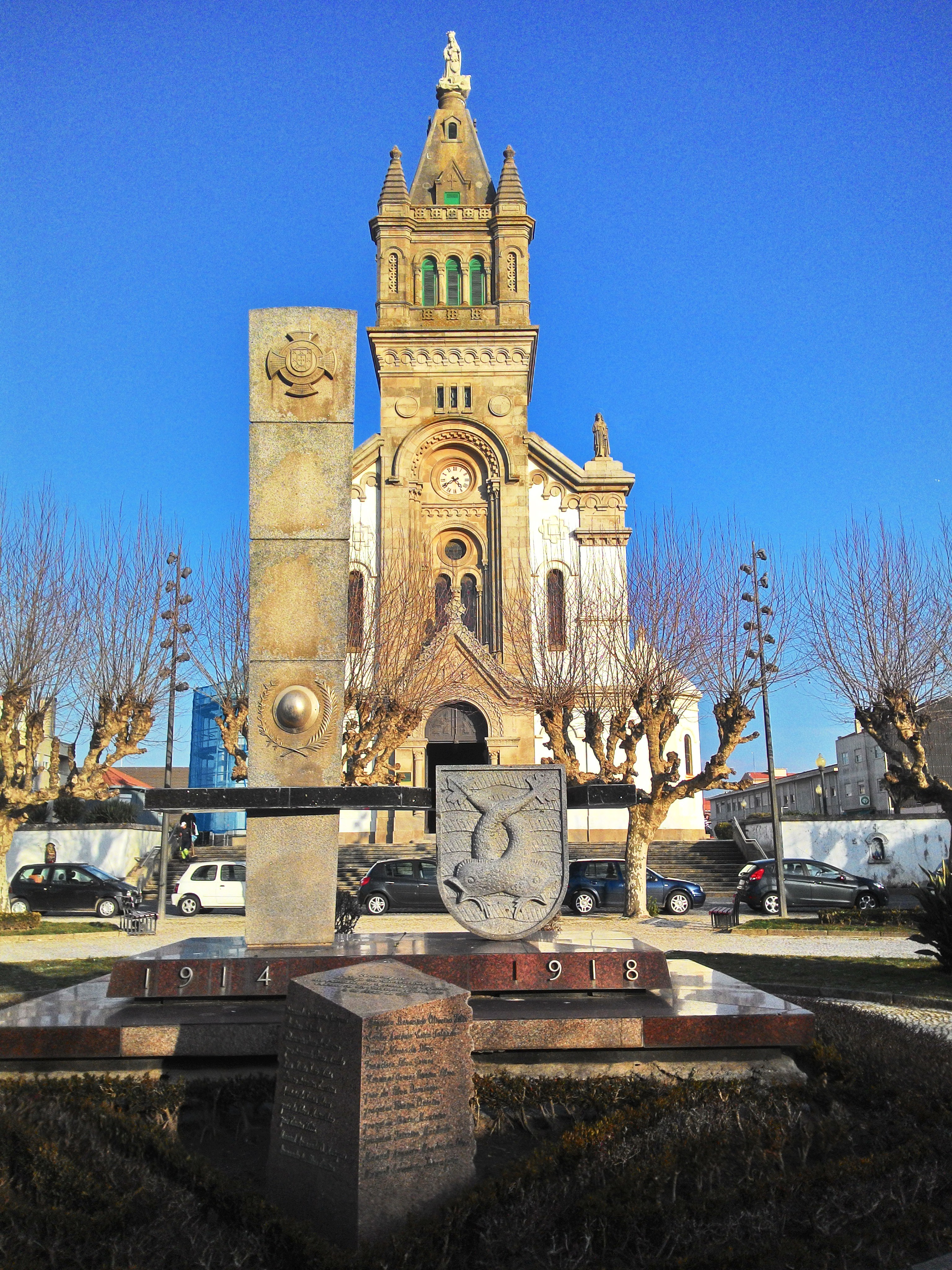
Фасад
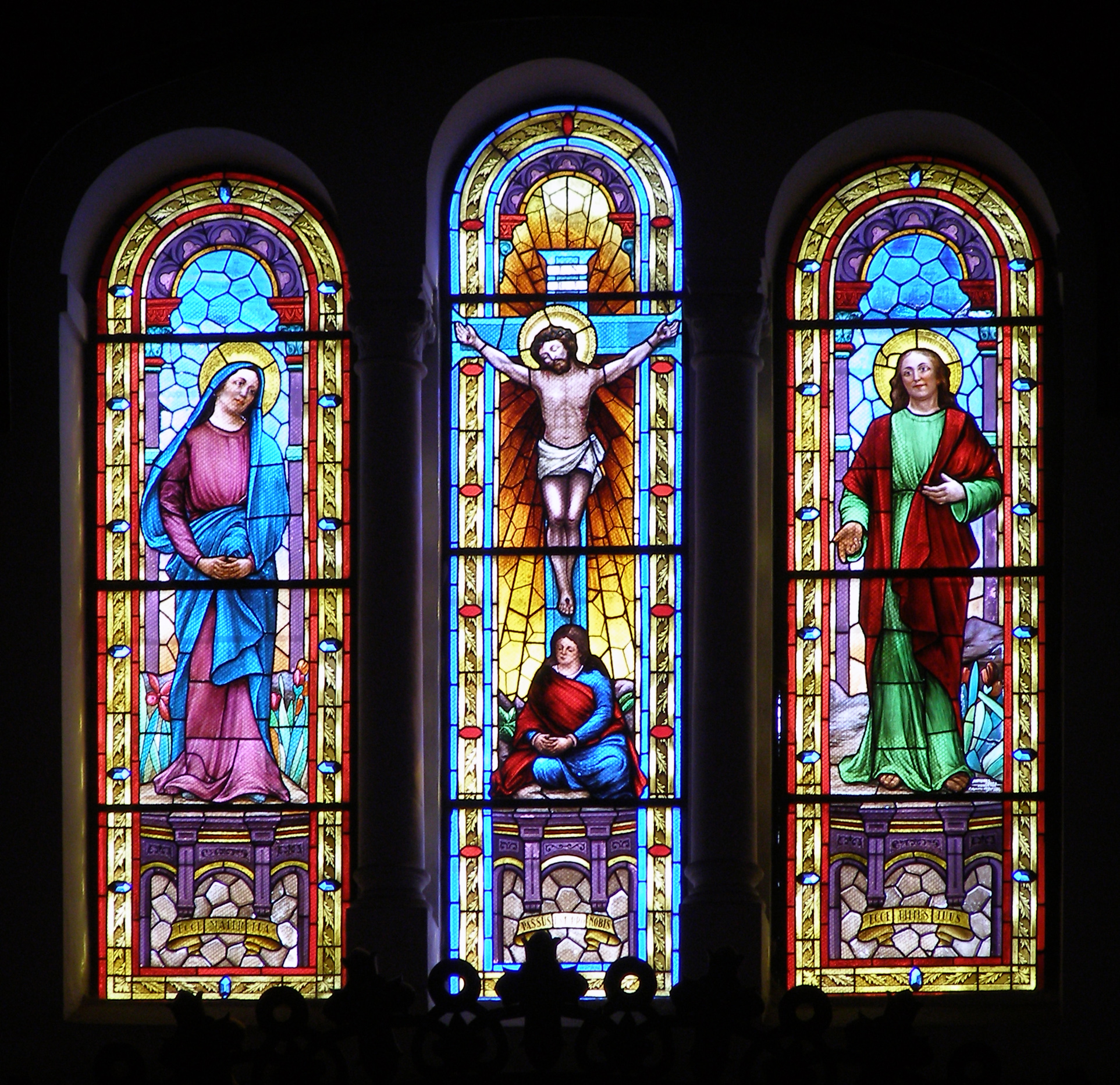
Вітражі